# Gerardo Celasco
Gerardo Celasco (8 april 1982) is een Amerikaanse acteur, geboren als Adrian Bellani in Miami en opgegroeid in El Salvador.

## Privé
Sinds 2019 vormt Celasco een koppel met de Amerikaanse actrice Jennifer Morrison.

## Filmografie

### Film
| Jaar | Film               | Personage     |
| ---- | ------------------ | ------------- |
| 2010 | Las Angeles        | Freddy        |
| 2011 | Moneyball          | Carlos Peña   |
| 2011 | Pimp Bullies       | Daniel        |
| 2012 | Battleship         | Ensign Chavez |
| 2013 | Greencard Warriors | Rigo          |
| 2013 | Westside           | Alex Deanne   |
| 2014 | White Dwarf        | Adrian        |

### Televisieseries
| Jaar      | Serie                       | Personage                  |                              |
| --------- | --------------------------- | -------------------------- | ---------------------------- |
| 2000–2007 | Passions                    | Miguel Lopez-Fitzgerald    | 156 afl.                     |
| 2007      | Heroes                      | Gilberto                   | Afl. "Four Months Ago..."    |
| 2011      | RPM Miami                   | Alejandro 'Alex' Hernandez | 13 afl.                      |
| 2011      | Rizzoli & Isles             | Manny Vega                 | Afl. "Don't Hate the Player" |
| 2014      | Cleaners                    | Joshua                     | 2 afl.                       |
| 2014      | Person of Interest          | Tomas Koroa                | Afl. "Honor Among Thieves"   |
| 2014–2015 | The Haves and the Have Nots | Carlos                     | 9 afl.                       |
| 2015      | The Player                  | Suarez                     | Afl. "L.A. Takedown"         |
| 2017      | Bones                       | Mark Kovac                 | 2 afl.                       |
| 2018      | StartUp                     | Fernan                     | 2 afl.                       |
| 2019      | S.W.A.T.                    | David Arias                | Afl. "Los Huesos"            |
| 2019–2020 | How to Get Away with Murder | Xavier Castillo            | 7 afl.                       |
| 2020      | Next                        | Ty Salazar                 | 10 afl.                      |
| 2022      | Swimming with Sharks        | Miles                      | 6 afl.                       |
| 2022      | Good Sam                    | Dr. Nick Vega              | 3 afl.                       |
| 2022      | Devil in Ohio               | Inspecteur Lopez           | 8 afl.                       |
| 2023      | The Idol                    | Andres                     | Afl. "Daybreak"              |